# Права ЛГБТ в Гуамі
| Декриміналізація одностатевих відносин                     | Так      | 1978 рік |
| Депатологізація гомосексуальності                          | Так      |          |
| Право МСМ бути донорами крові                              | Частково | 2015 рік |
| Антидискримінаційні закони                                 | Так      | 2015 рік |
| Права на життя і безпеку                                   | Так      |          |
| Право на гідність особистості                              | Так      |          |
| Право на недоторканність приватного життя                  | Так      |          |
| Право на справедливий суд                                  | Так      |          |
| Право на свободу вираження поглядів                        | Так      |          |
| Право на асоціацію та об'єднання                           | Так      |          |
| Право на мирні зібрання                                    | Так      |          |
| Право на медичне обслуговування                            | Так      |          |
| Право на освіту                                            | Так      |          |
| Право на працю                                             | Так      |          |
| Шлюб для одностатевих пар                                  | Так      | 2015 рік |
| Партнерства для одностатевих пар                           | Так      | 2015 рік |
| Право на усиновлення дітей одностатевими сім'ями           | Так      | 2015 рік |
| Право на усиновлення дитини партнера в одностатевих сім'ях | Так      | 2015 рік |
| Право на зміну громадянської статі                         | Так      |          |

Права гомосексуалів, бісексуалів і трансгендерів (ЛГБТ) в Гуамі в останні роки значно покращилися. Одностатеві відносини були декриміналізовані з 1978 року; одностатеві шлюби дозволені з 2015 року. На території США діє захист від дискримінації як щодо сексуальної орієнтації, так і стосовно гендерної ідентичності. Крім того, федеральний закон передбачає охоплення злочинів на ґрунті ненависті з 2009 року. Зміна статі також є законною процедурою в Гуамі. 

## Історія
Корінне населення чаморро традиційно приймає гомосексуальність і трансгендерність. Суспільство чаморро було дуже толерантним, гомосексуальність ніколи не розглядалась як табу. Народ був описаний як відкрито бісексуальний, хоча це заперечується.   Слово мовою Чаморро для гея - мамфлоріта (буквально - маленькі квіти), в той час, як лесбійка - малалахі (буквально - жінки, які поводять себе як чоловіки). 
Після Іспанської колонізації в XVII столітті та подальшої вестернізації й американізації Гуаму в XX столітті, були включені західні концепції сексуальності та статі, які до недавнього часу засуджували ЛГБТ-людей. 

## Закони, що стосуються одностатевих сексуальних відносин
Приватні, дорослі, узгоджені й некомерційні гомосексуальні акти стали законними на Гуамі після реформи Кримінального кодексу в 1978 році. 

## Визнання одностатевих відносин
Гуам став першою заморською територією Сполучених Штатів, яка визнала одностатеві шлюби (в червні 2015 року). 5 червня 2015 року головний суддя Френсіс Тідінгко-Гейтвуд з окружного суду Сполучених Штатів по округу Гуам постановила, що заборона Гуаму на одностатеві шлюби неконституційна. Вона посилалася на рішення Дев'ятого окружного апеляційного суду у справі Латта проти Оттера, яке скасувало заборони в штатах Айдахо і Невада.   Територія почала видавати шлюбні ліцензії одностатевим парам через чотири дні. Законодавчі збори прийняло Закон про рівність шлюбу Гуаму від 2015 року 11 серпня 2015 року, в результаті чого закони про шлюб Гуама стали гендерно нейтральними. 
У 2009 році в Законодавчі збори Гуама був введений проєкт закону, який давав би одностатевим парам ті ж юридичні права та обов'язки, що і подружнім гетеросексуальним  парам.  Однак за нього не проголосували. 

## Усиновлення та виховання дітей
Після легалізації одностатевих шлюбів Гуамом усиновлення дітей для одностатевих пар також стало законним. Крім того, лесбійські пари мають доступ до ЕКЗ. 

### Свідоцтва про народження
У травні 2017 року Департамент громадської охорони здоров'я і соціального забезпечення Гуама оголосив, що в свідоцтвах про народження будуть вказані двоє одностатевих батьків. Це сталося після того, як одностатевій парі спочатку було відмовлено в праві занести обидва їх імені в свідоцтво про народження їхньої дитини. 

## Захист від дискримінації та злочинів на грунті ненависті
У серпні 2015 Законодавчі збори одноголосно ухвалили законопроєкт 102-33, який забороняє дискримінацію за ознакою сексуальної орієнтації.  Федеральний закон охоплює злочини на ґрунті ненависті, пов'язані як з сексуальною орієнтацією, так і з гендерною ідентичністю, починаючи з 2009 року відповідно до федерального закону Метью Шепарда і Джеймса Берда-молодшого щодо запобігання злочинам на ґрунті ненависті. 

## Гендерна ідентичність
Трансгендерний перехід є законним на Гуамі.  Щоб трансгендерні особи могли змінити свою законну стать на Гуамі, вони повинні надати заяву лікаря про те, що вони перенесли операцію зі зміни статі до Управління статистики природного руху населення. Згодом Управління внесе зміни до свідоцтва про народження особи, яка подала запит. 
У травні 2018 року сенатор Фернандо Естевес вніс на розгляд законопроєкт, який полегшує трансгендерним особам зміну їх законної статі. Відповідно до запропонованого законопроєкту, транссексуали, які бажають змінити законну стать, повинні будуть отримати судовий дозвіл і відправити в Управління статистики природного руху населення лист, що підтверджує їх гендерну ідентичність. Лист також має включати документацію сертифікованого психолога, соціального працівника, терапевта або іншого ліцензованого фахівця, що підтверджує, що запит заявника відображає їх стать або гендерну ідентичність. Операція не потрібна.  У грудні 2018 року Законодавчі збори вирішили відкласти голосування по законопроєкту до тих пір, поки не будуть вирішені питання, що стосуються медичних і правоохоронних процесів. 

## Донорство крові
З 2015 року геям і бісексуальним чоловікам на Гуамі було дозволено здавати кров після одного року відстрочки. 

## Умови життя
Гуам вважається терпимим до ЛГБТ, з дуже небагатьма повідомленнями про соціальну дискримінацію або переслідування.  Згідно з опитуванням, проведеним у квітні 2015 року студентами Університету Гуаму, 55% жителів Гуаму висловили підтримку одностатевих шлюбів, 29% виступили проти та 16% не визначилися. 
З 1990-х років, в країні спостерігається видиме соціальне життя ЛГБТ з нічними клубами й соціальними заходами, організованими на місцевому рівні. Гуам Прайд проводиться щорічно з 2017 року, залучаючи кілька сотень людей. 
Гуам є членом Міжнародної асоціації геїв і лесбійок і нещодавно почав комерціалізувати себе як туристичний напрямок для ЛГБТ. 